# Jericho Shinde
Jericho Shinde (ur. 20 grudnia 1959 w Kitwe) – zambijski piłkarz grający na pozycji środkowego pomocnika.

## Kariera klubowa
Swoją karierę piłkarską Shinde rozpoczął w klubie Rhokana United FC. Grał w nim w latach 1977-1980. W latach 1981–1988 był zawodnikiem klubu Nkana Red Devils. Wywalczył z nim pięć tytułów mistrza Zambii w sezonach 1982, 1983, 1985, 1986 i 1988 oraz zdobył Puchar Zambii w 1986 roku.

## Kariera reprezentacyjna
W reprezentacji Zambii Shinde zadebiutował w 1981 roku. W 1982 roku powołano go do kadry na Puchar Narodów Afryki 1982. Zagrał na nim w dwóch meczach grupowych: z Algierią (0:1) i z Etiopią (1:0). Z Zambią zajął 3. miejsce w tym turnieju.
W 1986 roku Shinde został powołany na Puchar Narodów Afryki 1986. Na tym turnieju rozegrał trzy mecze grupowe: z Kamerunem (2:3), z Algierią (0:0) i z Marokiem (0:1). W kadrze narodowej grał do 1986 roku.